# Мир вашему дому
«Мир вашему дому» — советский трёхсерийный телевизионный фильм, снятый режиссёром Тахиром Сабировым на киностудии Таджикфильм в 1981 году.
Фильм снят по мотивам документальной повести Якова Нальского «В горах восточной Бухары».
Премьера на телевидении состоялась 14 июня 1982 года.

## Сюжет
В основе мини-сериала подлинные события и исторические личности, которые в качестве чекистов вели трудную работу по разоблачению вражеской агентуры и разгрому басмаческих банд на территории Таджикистана весной 1923 года.
Старый революционер Вацлав Калиновский — начальник особого отдела одного из фронтов принимает решение забросить своего сотрудника-чекиста в ставку самого опасного из главарей — басмача Рустам-бека. Операция проводится в строжайшей тайне, разведчика Мирзо-Ахмада лично знает только Калиновский. И только ему известен шифр донесений. Но внезапно Вацлав Калиновский умирает. Оставшись без связи, наедине с басмачами Мирзо-Ахмад решается на крайний шаг…

## В ролях
- Игорь Ледогоров —Вацлав Калиновский
- Али Мухаммад —Мирзо
- Тахир Сабиров —Рустам-Бек (озвучил Александр Демьяненко)
- Галиб Исламов —Эльмурад
- Николай Кочегаров —Кобрин
- Исфандиер Гулямов —Али
- Нурулло Абдуллаев —Саид-охотник
- Ситора Алиева —Мадина
- Шариф Кабулов —Юсуф-бек
- Абдухофиз Кадыров —Даврон.
- Абдусалом Рахимов — Бобо-Нияз

## Съёмочная группа
- Авторы сценария — Владимир Акимов
- Режиссёр — Тахир Сабиров
- Оператор — Виктор Мирзаянц
- Композитор — Геннадий Александров